# Simfonija št. 8 (Beethoven)
Ludwig van Beethoven: Simfonija št. 8, F dur, op. 93
Beethoven je bil v času svojega življenja med Dunajčani poznan po viharni glasbi, pa tudi po osebni razdražljivosti in nagnjenosti k hudi jezi. Znal pa je biti duhovit in mnogokrat prav hudomušno zbadljiv. Ti dve lastnosti se kažeta v njegovi 8. simfoniji. Delo je skupaj z mnogo bolj slavno 7. simfonijo v A-duru nastalo v pičlih štirih poletnih mesecih leta 1812. V tem obdobju je skladatelj doživljal hude osebne pretrese: v pismu, polnem vzvišenih čustev, se je odpovedal svoji veliki ljubezni (o identiteti oboževane še danes ugibajo), za povrh pa se je še strahovito sprl z lastnim bratom (spor je bil posledica Beethovnovega za današnje pojme popolnoma nedopustnega vtikanja v bratovo zasebno življenje). Vendar v Osmi simfoniji ni sledu o teh viharjih. Kot da bi se Beethoven hotel razvedriti, je v simfonijo natresel celo zbirko duhovitosti. 

## Zgradba
Simfonija ima štiri stavke in traja približno 26 minut.
1. Allegro vivace e con brio
2. Allegretto scherzando
3. Tempo di Menuetto
4. Allegro vivace

Prvi stavek zaznamuje vrsta sprenevedanj, varljivih sklepov in nepričakovanih izletov v oddaljene tonalitete, izpeljava pa je zgleden primer vratolomnega pospeševanja vedno krajših glasbenih fraz. 
Drugi stavek je nekakšen zbadljiv poklon novi mehanični iznajdbi njegovega tedanjega prijatelja, izumitelja in glasbenika Johanna Nepomuka Maelzla (še pred prvo izvedbo 8. simfonije se prijateljstvo razdrlo). Le-ta je leta 1812 izpopolnil metronom in Beethoven je bil navdušen, saj je s to mehanično pripravo končno dobil sredstvo, s katerim je lahko izvajalcem predpisal igranje svojih skladb v tempih, kakršne si je zamislil. V začetku Allegretta je pihalom zaupal nehvaležno nalogo, da s hkratnimi akcentiranimi notami imitirajo enakomerno tiktakanje »glasbenega kronometra«, kot so tedaj imenovali metronom. Vendar se priprava še pred koncem stavka pokvari, in bržčas je bila tudi napak nastavljena, saj je celoten Allegretto za spevni stavek simfonije nelagodno prehiter. 
Četrti stavek je zastavljen v tedaj že starinskem Haydnovem stilu, v zadnjih taktih pa se je Beethoven strupeno ponorčeval iz pompoznih sklepnih kadenc z neštetokrat ponovljenimi zadnjimi akordi, ki so bile tedaj v navadi. Sklep simfonije je raztegnil na celih 23 taktov, končni F-durov akord pa se ponovi kar šestinštiridesetkrat. 8. simfonija je bila prvič izvedena 27. februarja 1814 na koncertu, katerega osrednja točka je bila ponovitev izvedbe nekaj mesecev prej predstavljene in izjemno dobro sprejete 7. simfonije. Temu primerno mlačen je bil tudi odziv publike. Sence svoje uspešnejše predhodnice se simfonija do danes ni znebila. Kaj je temu vzrok, lahko le ugibamo. Ljubitelji glasbe so Beethovnovo ime vedno povezovali z vzvišenimi čustvi in povezavami z univerzalnimi ideali, ki jih poosebljajo Deveta, Peta, Tretja in Sedma simfonija ter opera Fidelio. Glasba 8. simfonije pa se takšnim pričakovanjem izmika. Zgrajena je kot bleščeča parada duhovitosti in kompozicijske spretnosti ter izraža kljubovalno veselje do življenja. 